# Tetuaní
El tetuaní (en árabe: تطوانى), tetuanés o tetauni, es un dialecto derivado del idioma judeoespañol, que a su vez es una lengua judeo-romance derivada del castellano del siglo XVI. Fue el dialecto de los judíos sefardíes de Orán, en Argelia.
El nombre proviene de la ciudad de Tetuán, en Marruecos, donde se originaron algunos judíos de Orán. El dialecto se conserva hoy en día sobre todo en Israel, a donde emigraron la mayoría de las comunidades judías del norte de África.